# Stridsvagn m/42
Der Stridsvagn m/42 (Strv m/42) ist ein schwedischer Panzer aus den 1940er-Jahren.

## Geschichte
Der Stridsvagn m/42 wurde aus dem Projekt Lago entwickelt, das der schwedische Rüstungsbetrieb Landsverk für Ungarn projektiert hatte. Ursprünglich beinhaltete es einen Panzer von etwa 16 t, der mit einer 47-mm-Kanone sowie drei MG bewaffnet sein sollte.
Der Vorläufer war der Landsverk L-60 mit einer geschweißten Wanne und geneigten Frontpanzerplatten. Die Bewaffnung des L-60 bestand aus einer 20-mm-Kanone. Der L-60 wurde von Ungarn übernommen und dort unter der Bezeichnung 38M Toldi in die ungarische Armee eingeführt. In Schweden wurde er unter der Bezeichnung Stridsvagn m/38 mit einer 37-mm-Kanone eingesetzt. Der Stridsvagn m/38 war hinsichtlich seiner Bewaffnung mit dem deutschen Panzerkampfwagen 38 (t) oder dem russischen T-26 vergleichbar. Im Vergleich zum Stridsvagn m/38 war der Stridsvagn m/42 mit einem überarbeiteten Turm sowie mit einer längeren und größeren Wanne ausgestattet. Der Panzer war mit sechs Laufrollen auf jeder Seite ausgestattet.
1941 wurde in Schweden eine Panzerkommission gebildet, welche die Organisation und die Ausrüstung der Panzerverbände verbessern sollte. Diese empfahl, einen neuen schweren Panzertyp von etwa 20 t einzuführen. Um dieser Forderung schnellstmöglich nachzukommen, griff man auf das Projekt Lago bei Landsverk zurück. Es wurde überarbeitet und verstärkt und als Lago II–IV ausgeführt. Die von April 1943 bis Januar 1945 ausgelieferten 282 Fahrzeuge erhielten bei den schwedischen Streitkräften die Bezeichnung Stridsvagn m/42 (Strv m/42).
Der Stridsvagn m/42 wurde an die Kompanien mit schweren Panzern in den Panzerbrigaden der schwedischen Armee ausgeliefert. Der Panzer blieb in dieser Rolle bis 1957 im Dienst, dann wurde er dort vom Stridsvagn 81 ersetzt.
Die Wagen mit zwei Motoren (Versionen TH und TV) wurden 1957–1960 in Stridsvagn 74 umgebaut, der dann die Stridsvagn m/38, m/39 und m/40 in den leichten Kompanien der Panzerbrigaden ersetzte. Wagen mit einem Motor (Version EH) wurden nach leichten Änderungen als Infanterikanonvagn 73 (Ikv 73) bei der Infanterie eingesetzt.

## Versionen
Vom Strv m/42 gab es drei bzw. vier verschiedene Ausführungen des Antriebs:
- Strv m/42 TM (Lago II) mit zwei Motoren und einem elektromagnetischen Getriebe

Baujahr 1943–1944 100 Stück von Landsverk. 1948 Umbau von 70 Fahrzeugen in Strv m/42 TV, die restlichen 30 Panzer wurden in Strv m/42 TH umgebaut.
- Strv m/42 TH (Lago III), zwei Motoren mit jeweils einem hydraulischen Getriebe

Baujahr 1944 70 Stück von Landsverk und 55 Stück von Volvo. Dazu kamen durch Umbau 30 ehemalige Strv m/42 TM. Die somit insgesamt 155 Panzer wurden zu Strv 74 H umgebaut.
- Strv m/42 EH (Lago IV), ein Motor mit hydraulischem Getriebe

Baujahr 1944–1945 10 Stück von Landsverk und 47 Stück von Volvo. 56 Fahrzeuge wurden später zum Ikv 73 modifiziert.
- Strv m/42 TV, zwei Motoren mit jeweils einem mechanischen Getriebe

Umbau 1948 70 Stück. Später entstanden aus ihnen 70 Strv 74 V.
E = ein Motor (schwedisch en motor) / T = zwei Motoren (schwedisch två motorer)

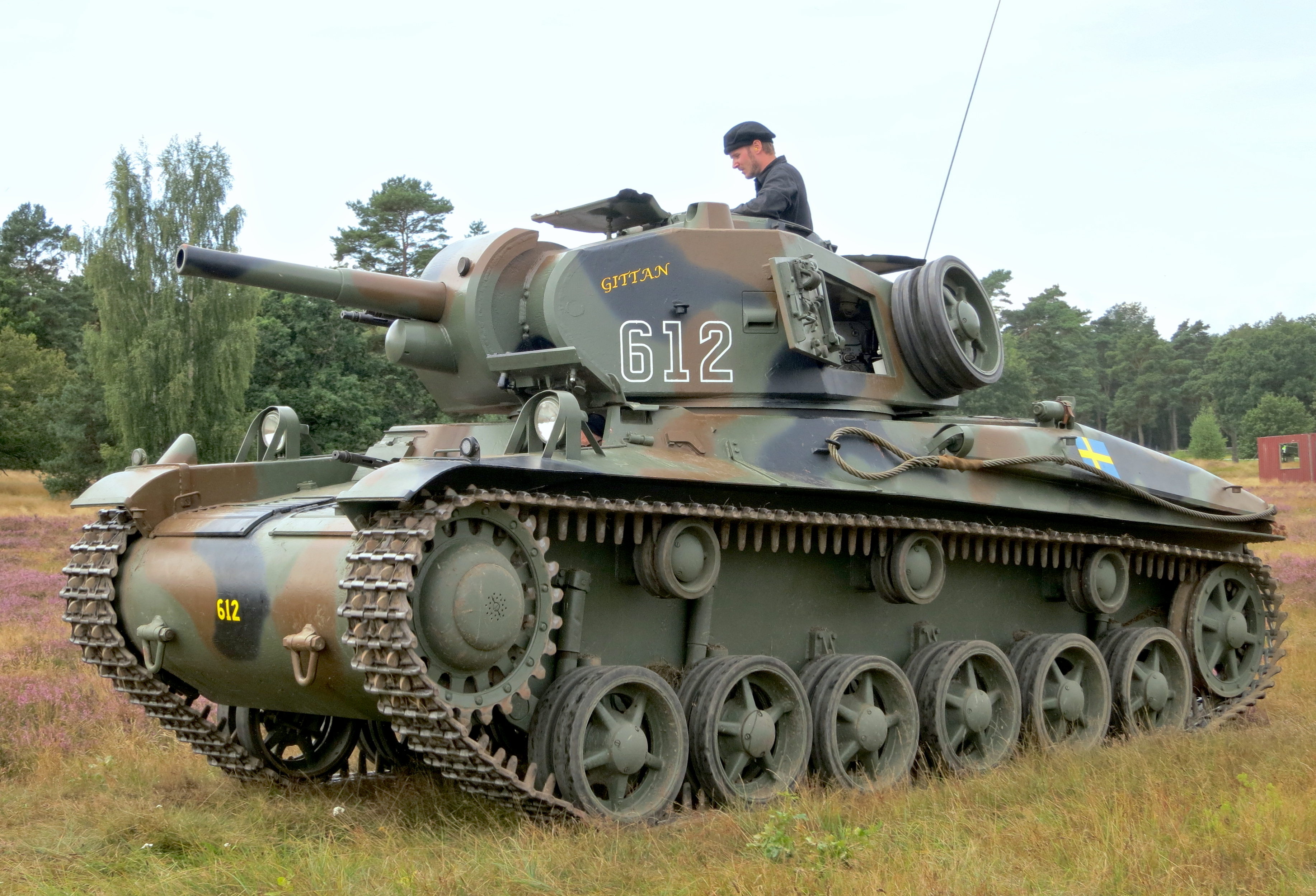
Stridsvagn m/42 am P7 Regimentstag 2012

## Abarten
Bei Landsverk wurden in den Jahren 1947–1948 87 Stück Pansarvärnskanonvagn m/43 gebaut.